# 阮清越
阮清越（1971年3月13日—），越南裔美國小說家，南加州大學英語與美國研究和民族研究領域的教授。
阮清越的家庭在1975年西貢陷落後移民美國，定居加州聖荷西。他於1997年獲得柏克萊加州大學文學博士。
阮清越的小說處女作《同情者》獲得了2016年的普立茲小說獎以及許多其它獎項，包括戴頓文學和平獎、小說中心第一小說獎、美國圖書館協會安德魯·卡内基優秀小說與非小說獎章、美國神秘作家協會愛倫·坡最佳美國小說獎以及亞洲太平洋裔美國圖書館管理員協會亞太裔美國人文學獎。